# Dirk Theismann
Dirk Theismann (* 8. Juni 1963 in Hamm) ist ein ehemaliger deutscher Wasserballspieler, der eine olympische Bronzemedaille gewann und 1989 Europameister wurde.

## Leben
Theismann trat bis 1987 für den SC Rote Erde Hamm an und wechselte dann nach Berlin zu den Wasserfreunden Spandau, mit denen er 1987 seinen ersten deutschen Meistertitel gewann, 1988 gewann er mit den Spandauern den Europapokal. Nach seiner Karriere kehrte Theismann nach Hamm zurück und war zeitweilig Vereinsvorsitzender von Rote Erde. Der Linkshänder war über Jahre der deutsche Spieler mit dem härtesten Wurf.
Bei der Europameisterschaft 1983 gehörte Theismann erstmals zur deutschen Nationalmannschaft und belegte den fünften Platz. Bei den Olympischen Spielen 1984 in Los Angeles war die deutsche Mannschaft wegen des Olympiaboykottes der UdSSR und Ungarns ein Mitfavorit, mit dem Gewinn der Bronzemedaille hinter den Jugoslawen und den amerikanischen Gastgebern gelang ihnen der einzige olympische Medaillengewinn nach 1945. Es folgten Bronze bei der Europameisterschaft 1985 und der sechste Platz bei der Weltmeisterschaft 1986. Sowohl bei der Europameisterschaft 1987 als auch bei den Olympischen Spielen 1988 verpasste die deutsche Mannschaft mit Rang 4 nur knapp die Medaillenränge. 1989 gewann die deutsche Mannschaft bei der Europameisterschaft, wobei mit Peter Röhle, Thomas Huber, Rainer Osselmann, Frank Otto, Hagen Stamm und Dirk Theismann noch sechs Spieler aus dem Olympiaaufgebot von 1984 dabei waren. Bei seiner dritten Olympiateilnahme 1992 in Barcelona war Theismann erst kurzfristig in den Kader zurückgekehrt, die deutsche Mannschaft erreichte den siebten Platz.